# Aloe rupicola
Aloe rupicola är en grästrädsväxtart som beskrevs av Gilbert Westacott Reynolds. Aloe rupicola ingår i släktet Aloe och familjen grästrädsväxter. Inga underarter finns listade i Catalogue of Life.